# Tauromaquia (obra de teatro)
Tauromaquia es una obra de teatro de Juan Antonio Castro, estrenada el 27 de mayo de 1975.

## Argumento
La obra comienza con las lamentaciones de Ariadna, producto del horror sufrido por el pueblo, por el capricho que Pasífae y su unión con un toro, fruto del cual nace el Minotauro. Este ha sido encerrado en una especie de laberinto infernal, desde donde es ofrecido todos los años a todos los jóvenes del pueblo. Pero será Teseo —el amante de Ariadna— el que finalmente se enfrente a él, venciéndolo contra todos los pronósticos y cambiando entonces el mito, ahora será él, y no el Minotauro, con todo lo que ello conlleva. Tras obtener el poder del pueblo y disfrutar de cuantas relaciones amorosas quiera, abandona a Ariadna y se traslada a España, en donde se pone en contacto con la historia del toreo, lo que dará lugar a convertirse en el primer torero, obteniendo grandes triunfos. Será su encuentro con Minos, cuando descubra que ha perdido por completo su personalidad, por lo que le concederá que, junto a Ariadna, sean transformados en los personajes del siglo xx. Será, entonces, cuando él con el nombre de Maletilla y ella con el de Lolita aparecen en una venta de Madrid. En dicho lugar, comenta a todos los presentes, sus anhelos de torero, al tiempo que Lolita predice que llegará a ser alguien importante. Teseo le informa que si quiere ser alguien, debe morir en el ruedo, pero Teseo prefiere vivir. Tras recordar ambos su verdadera identidad, Teseo le informa a Minos que triunfará y morirá, tal como es su destino. Tras dialogar Teseo con un sacerdote, una anciana y un ciego, Teseo muere en la plaza, tal como predecía su destino.

## Estreno
- Teatro Reina Victoria, Madrid, 27 de mayo de 1975 a las 22:25. Dirección: Manuel Canseco. Escenografía: Javier Artiñano. Intérpretes: Maruchi Fresno, Natalia Duarte, Concha Gómez Conde, Celia Ballester, José Albiach, Manuel de Blas, Juan Calot, Miguel Ángel Galllardo, César Godoy.[2][3][4]